# Línguas do Egito
Várias línguas são faladas no Egito, mas o árabe egípcio (em árabe: مصري, translit. Maṣrī, que significa literalmente egípcio) é de longe a língua mais falada no país.

## Língua oficial
A língua oficial do Egito é o árabe moderno padrão.
A língua copta é a língua litúrgica do Kemetismo - Igreja Ortodoxa Kemetica, Igreja Ortodoxa Copta e Igreja Católica Copta.

## Línguas faladas
O árabe chegou ao Egito no século VII e o árabe egípcio se tornou a língua falada moderna dos egípcios, é compreendido por quase todos os egípcios e é baseado na gramática copta egípcia. No sul do Egito, o árabe saidi é a principal língua falada pela maioria dos moradores rurais. Das muitas variedades do árabe, o árabe egípcio é o dialeto mais amplamente compreendido no Médio Oriente e no Norte da África.
Uma variedade do árabe do noroeste é falada por uma minoria beduína no Sinai, principalmente na Península do Sinai, nas terras asiáticas do Egito.

### Língua franca
O árabe egípcio é a língua mais falada e é escrito no alfabeto árabe, ou no alfabeto árabe de chat, especialmente em novos serviços de comunicação.

### línguas núbias
No Vale do Alto Nilo, perto de Com Ombo e Assuão, existem cerca de 300 000 falantes de línguas núbias, principalmente nobiin, mas também kenuzi-dongola.

### Outras línguas
Aproximadamente 77.000 falantes de beja vivem no Deserto Oriental e ao longo da costa do Mar Vermelho.
Cerca de 234 000 (2004) os doms falam a língua domari (uma língua indo-ariana relacionada ao romani) e estão concentrados ao norte do Cairo e em Luxor.
Cerca de 30.000 berberes egípcios que vivem dentro e ao redor do Oásis de Siuá falam berbere siuí, uma variedade da língua berbere oriental do norte da África. O berbere siuí é inteligível com os dialetos berberes líbios. Nos tempos antigos, a população do oeste do Egito provavelmente consistia de tribos de língua berbere.
Os imigrantes e seus descendentes falam principalmente grego, arménio, italiano ou, mais recentemente, línguas africanas como o amárico e o tigrínia.

## Línguas estrangeiras

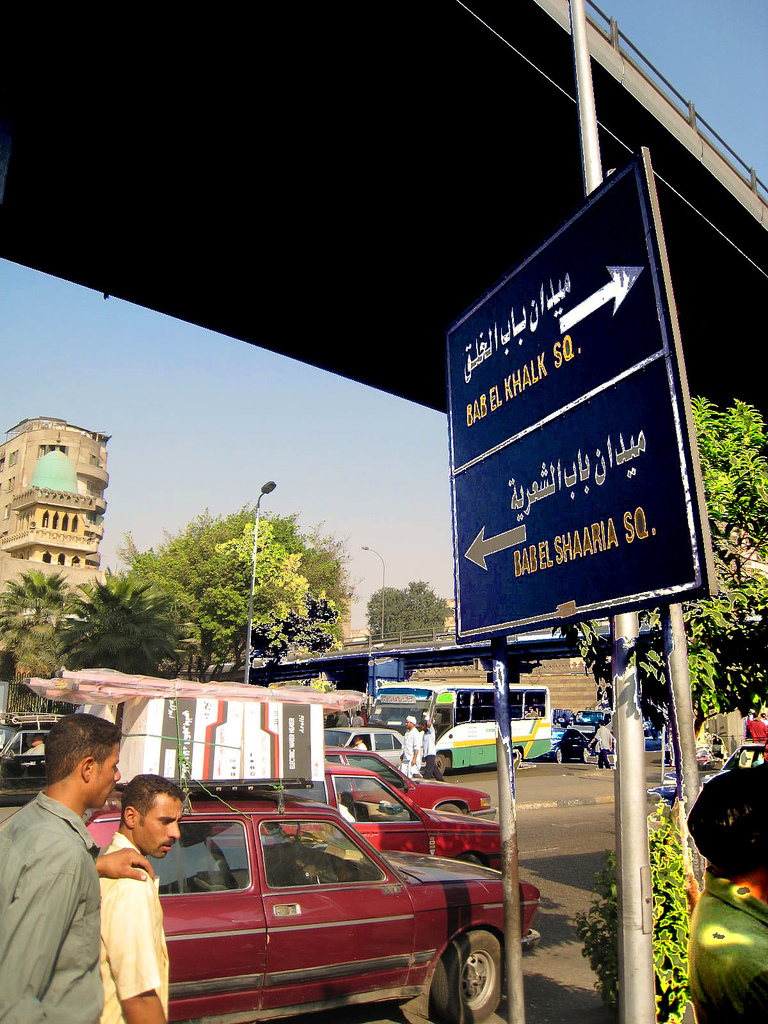
Uma placa no Cairo escrita em árabe e inglês.

### Inglês
O Egito foi ocupado pelos britânicos de 1882 a 1952, o que levou ao uso generalizado do inglês no país. A maioria das pessoas instruídas no Egito estuda inglês na escola. Hoje, a maioria das placas de trânsito no Egito são escritas em árabe e o inglês. Além disso, muitas palavras em inglês começaram a ser usadas pelos egípcios na vida cotidiana. O inglês tem uma posição crucial no Egito: notas e moedas são escritas em inglês e o árabe. No Egito, há também a Universidade Britânica no Egito, a Universidade do Futuro no Egito e a Universidade Americana no Cairo, onde as aulas são ministradas em inglês.

### Francês
Entre 2009 e 2010, cerca de seis milhões de pessoas estavam aprendendo francês no Egito, e esse número aumentou para 8 milhões em 2013. Em 2014, a maioria dos egípcios que usam o francês o estudaram como língua estrangeira na escola. 
As primeiras escolas francesas no Egito foram fundadas em 1836. No final do século XIX se tornou a língua estrangeira dominante no Egito e a língua franca dos estrangeiros, especialmente no Cairo. 
Durante o período da colonização britânica do Egito, o francês era na verdade o meio de comunicação entre estrangeiros e entre estrangeiros e egípcios;  Os tribunais civis mistos franco-egípcios funcionavam em francês, e os avisos governamentais do sultão egípcio, informações sobre pontos de táxi, horários de trens e outros documentos legais eram publicados em francês.  Apesar dos esforços da equipe jurídica britânica, o inglês nunca foi adotado como idioma dos tribunais civis egípcios durante o período de influência britânica. 
Por as razões sociais e políticas, o papel dos franceses no Egito começou a declinar na década de 1920. 

## Línguas históricas
Outras línguas egípcias (também conhecidas como copta-egípcio) são o egípcio antigo e o copta e constituem um ramo separado da família das línguas afro-asiáticas. A língua egípcia é uma das primeiras línguas escritas e é conhecida por meio de inscrições hieroglíficas preservadas em monumentos e folhas de papiro. A língua copta, a única descendente existente do egípcio, é hoje a língua litúrgica da Igreja Ortodoxa Copta.
O koiné da língua grega era importante na Alexandria helenística e era usado na filosofia e na ciência daquela cultura, sendo também estudado por estudiosos árabes posteriores.